# هاکاما

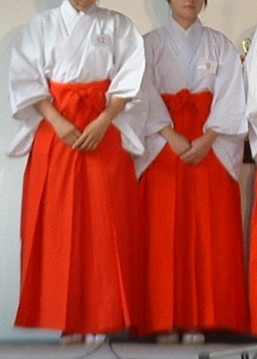

هاکاما (袴 hakama) نوعی پوشاک ژاپنی و به شکل شلوار است. ابتدا در دربار امپراتوری چین در دودمان سوئی و دودمان تانگ از شلوار استفاده می‌کردند و این سبک از اوایل قرن ششم توسط ژاپنی‌ها به صورت هاکاما پذیرفته شد. هاکاما از کمر بسته شده و تقریباً تا مچ پا می‌افتد.
هاکاما دو نوع دارد: تقسیم شده 馬 乗 り (اومانوری، هاکامای اسب سواری) و تقسیم نشده 灯 袴 (آندون باکاما، هاکامای فانوس). در نوع اومانوری، پاچه‌های هاکاما دو قسمت شده، مشابه شلوار است. هر دو نوع هاکاما از نظر ظاهری مشابه به نظر می‌رسند. نوعی از هاکامای اومونوری برای استفاده در «کوه» یا «مزرعه» وجود دارد که به‌طور سنتی توسط کارگران مزرعه یا جنگل پوشیده می‌شد. کمر آنها شل و از ناحیه پا باریک است.
هاکاما توسط چهار بند (هیمو) محکم می‌شود: دو بند (هیموی) بلندتر که در دو طرف جلوی لباس متصل می‌شوند و دو بند (هیموی) کوتاه‌تر در دو طرف عقب متصل می‌شوند.
از نظر تاریخی، پسران ژاپنی هاکامای خود را از ۵ سالگی شروع به پوشیدن می‌کردند، همان‌طور که در مراسم شیچی-گو-سان به یادگار مانده‌است.

## کامیشیمو: کاتاگینو و ناگا-باکاما

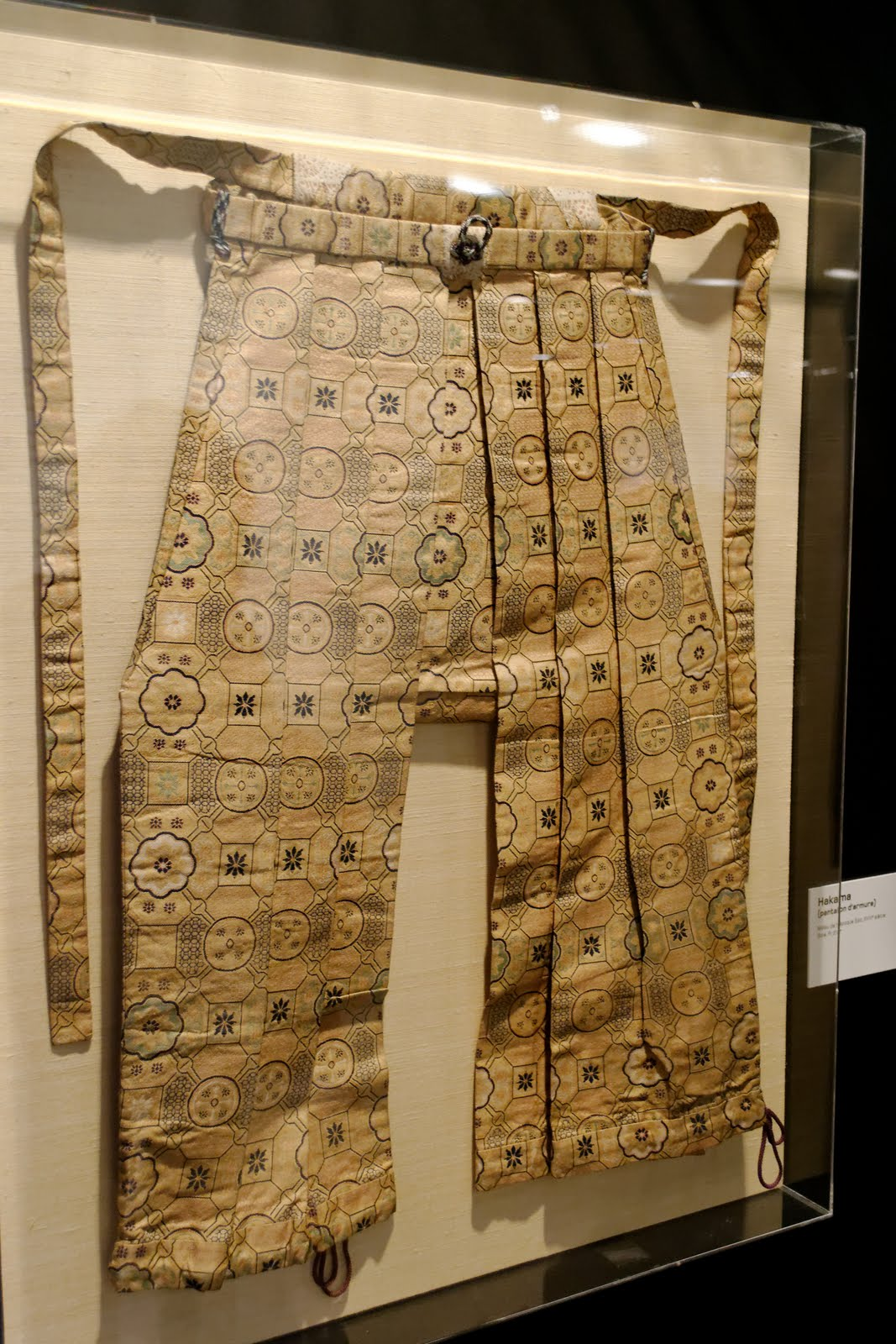
«هاکاما» عتیقه متعلق به یک سامورایی

هاکاما به‌طور سنتی بخشی از یک لباس کامل به نام کامیشیمو (上下 یا 裃) را تشکیل می‌داد. این لباس در دوره ادو توسط سامورایی‌ها و درباریان پوشیده می‌شد، این لباس شامل یک کیمونوی رسمی، هاکاما و یک ژاکت بدون آستین با شانه‌های اغراق‌آمیز به نام «کاتاگینو» بود.
گاهی سامورایی‌هایی که به محل اقامت شوگون و سایر دایمیوهای و مقامات عالی‌رتبه مراجعه می‌کردند، مجبور بودند از هاکامای بسیار بلند بنام «ناگا-باکاما» (هاکامای بلند) استفاده کنند. این مدلها از هر لحاظ به هاکامای معمولی شباهت دارند، به جز طول بسیار بلند و قابل توجه در پشت و جلو که توانایی راه رفتن عادی را مختل می‌کرد، این بلندی بیش از حد طول هاکاما جهت جلوگیری از حمله غافلگیرانه یا سوء قصد به شوگون و دایمیو ها استفاده می‌شد. ناگا-باکاما اکنون فقط در مراسم مذهبی شینتو پوشیده می‌شود.